# Papházak
A Papházak nagy méretű, több házból álló lakótömb Budapest VIII. kerületében a Práter utca mentén.

## A Szemináriumkerttől a Papgödörig
A Práter és a Tömő utca között elterülő, két-három holdas terület a 18. század végén valószínűleg egy feloszlatott szerzetesrend tulajdonából került a pesti papneveldéhez. A 19. század kezdetétől parkosították, egy részén díszmedencét alakítottak ki, s az így létrehozott kert a növendékek pihenőparkjául szolgált Szeminárium- vagy Papnövelde-kert néven. A század végén a Jázmin utca „kimetszésével” a medence és a park is elpusztult. A díszmedence helye Papgödör néven volt ismert Budapesten; a Pál utcai fiúk című film forgatása alkalmából, 1967-ben kapta a Molnár Ferenc tér nevet.

## Története
Az 1910-es évek elején, a terület felparcellázása idején a magyar katolikus egyház megalapította a Józsefvárosi Bérház Részvénytársaság. A szervezet célkitűzése a szegényebb rétegek számára kedvezőbb lakhatási körülmények megteremtése volt. A Práter utca mentén megvett telkekre 1912-ben épültek fel a kislakásos bérházak. Az épületek terveit a korszak két neves építésze, Tőry Emil és Pogány Móric készítette el.
A megközelítőleg téglalap alakú területen három háztömb épült fel hat épülettel: 
- egy hosszú házsor a mai Lósy Imre utcától délre, keleti oldalán „L” alakszerűen felkanyarodva a Lippa utca mentén a Práter utcáig a következő épületekkel:
  - Práter utca 16/b. – Lósy Imre utca 1.
  - Molnár Ferenc tér 2.
  - Lósy Imre utca 3.
  - Práter utca 65. – Lippa utca 1.
- egy épület a Lósy Imre utca (2.) – Szigony u. (16/a.) – Práter utca (59.) – Molnár Ferenc tér (1.) által határolt részen
- egy épület a Lósy Imre utca (6.) – Molnár Ferenc tér (4.) – Práter utca (63.) – Lippa utca (2.) által határolt részen

Az épületeket költséghatékonyság miatt vakolást helyett klinkertégla burkolattal látták el, minimális díszítést alkalmazva. A lakások napjaink mértékével mérve még korabeli egyszerűségükhöz képest is nagyok: a belmagasságuk 3 m-nél nagyobb, az alapterületük 50–80 m2.
A Lósy Imre utcától északra világoszöld, délre sárga vakolatsávokat viselnek az épületek.

## Képtár

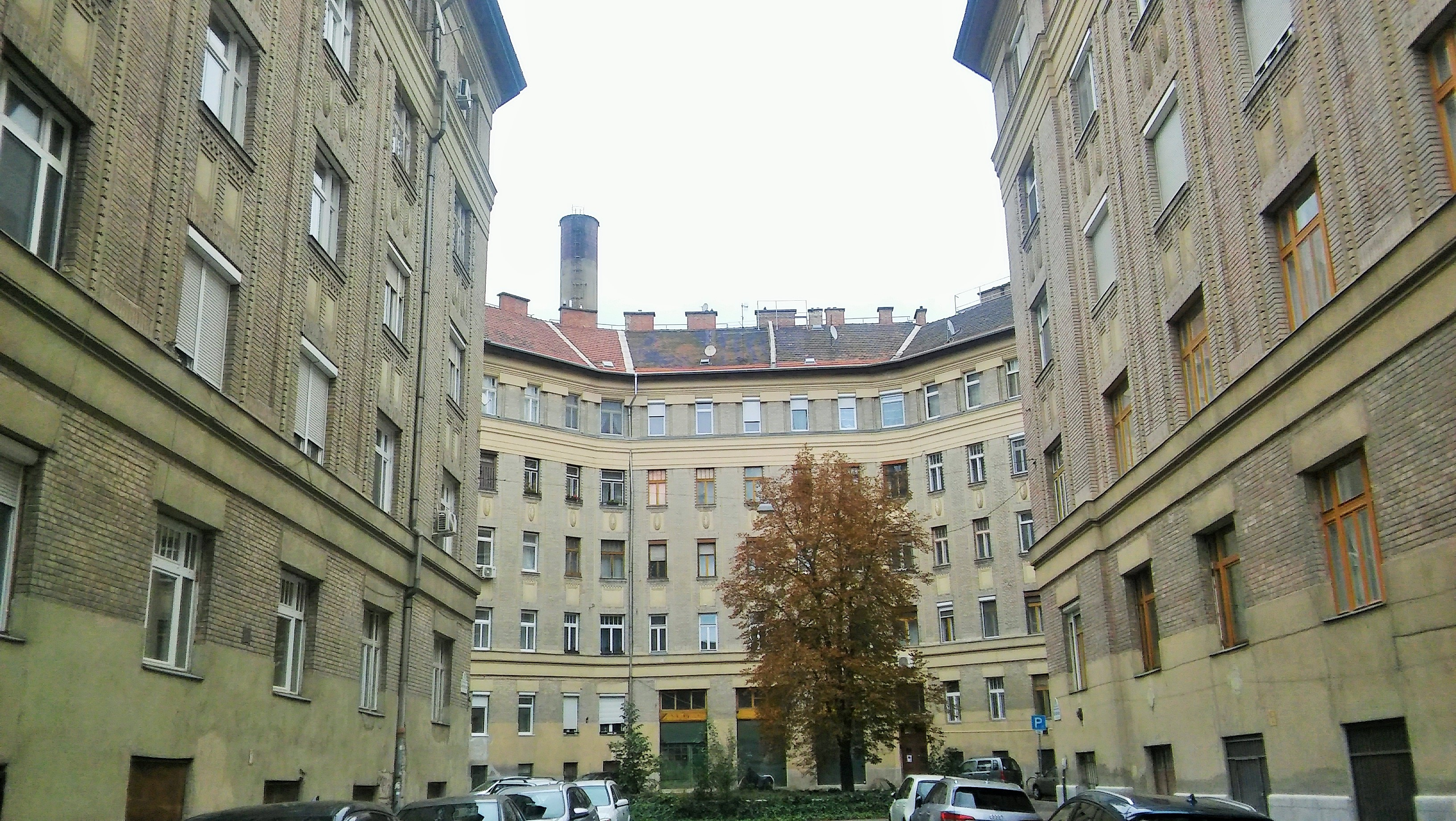
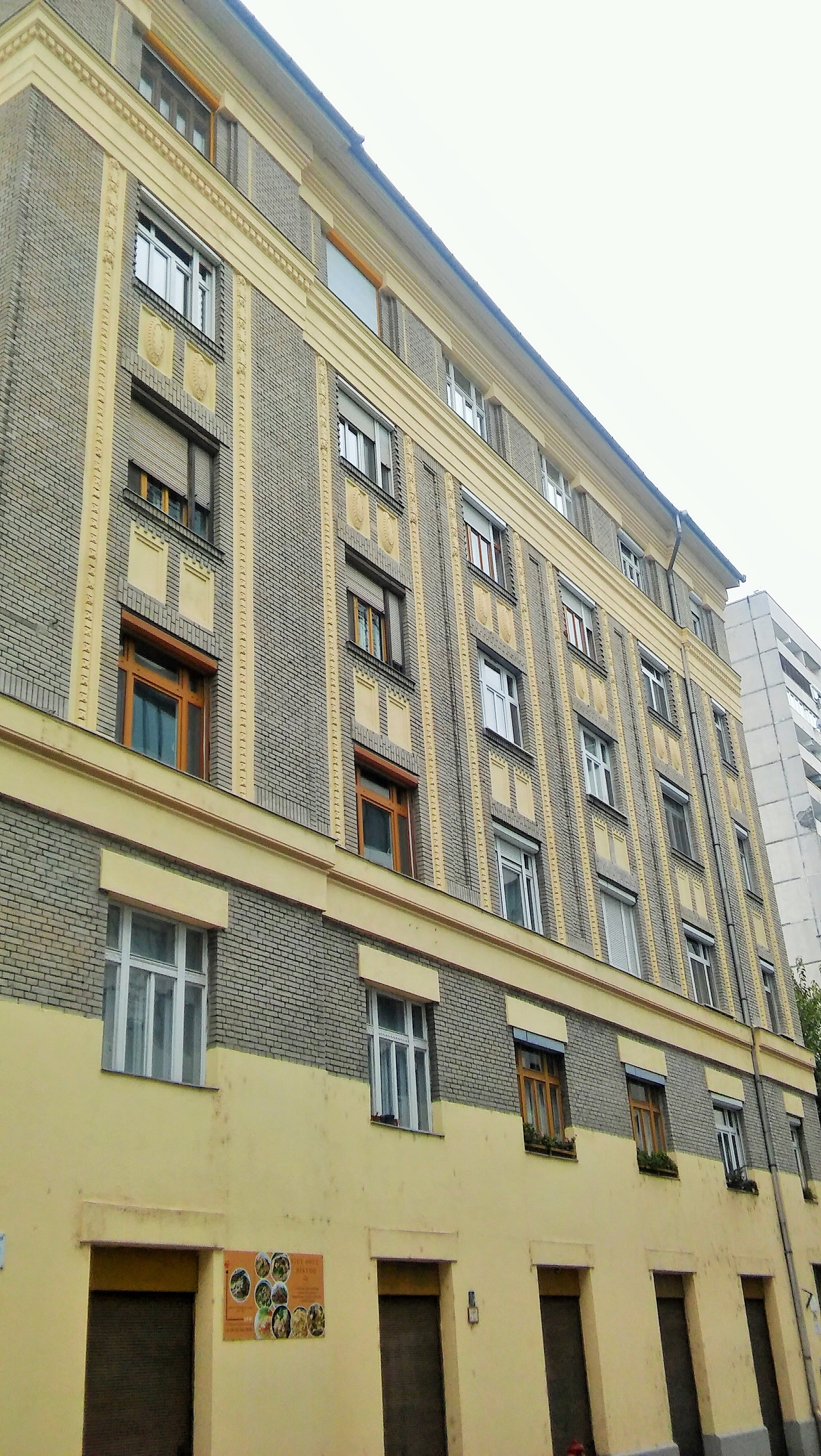
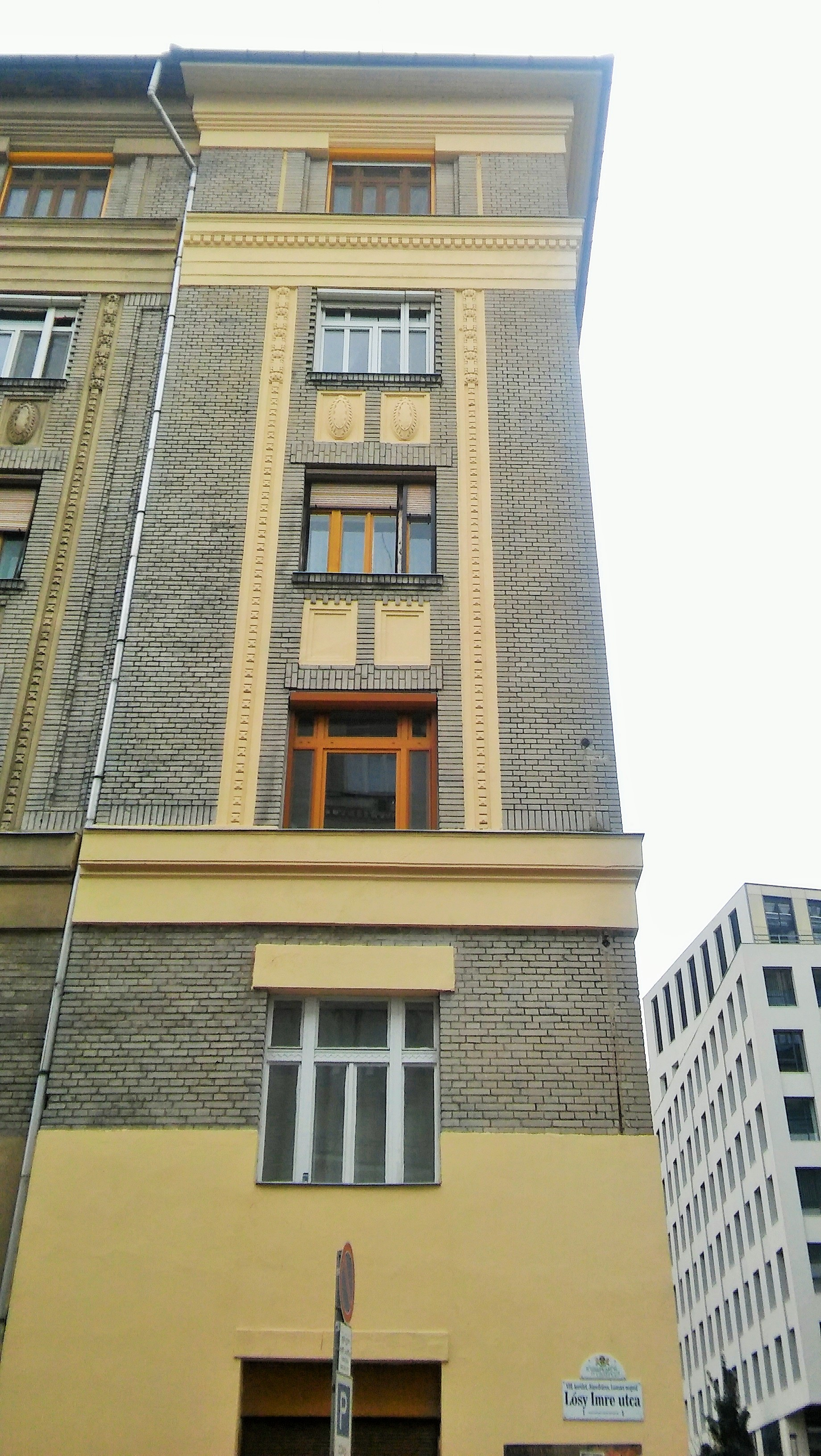
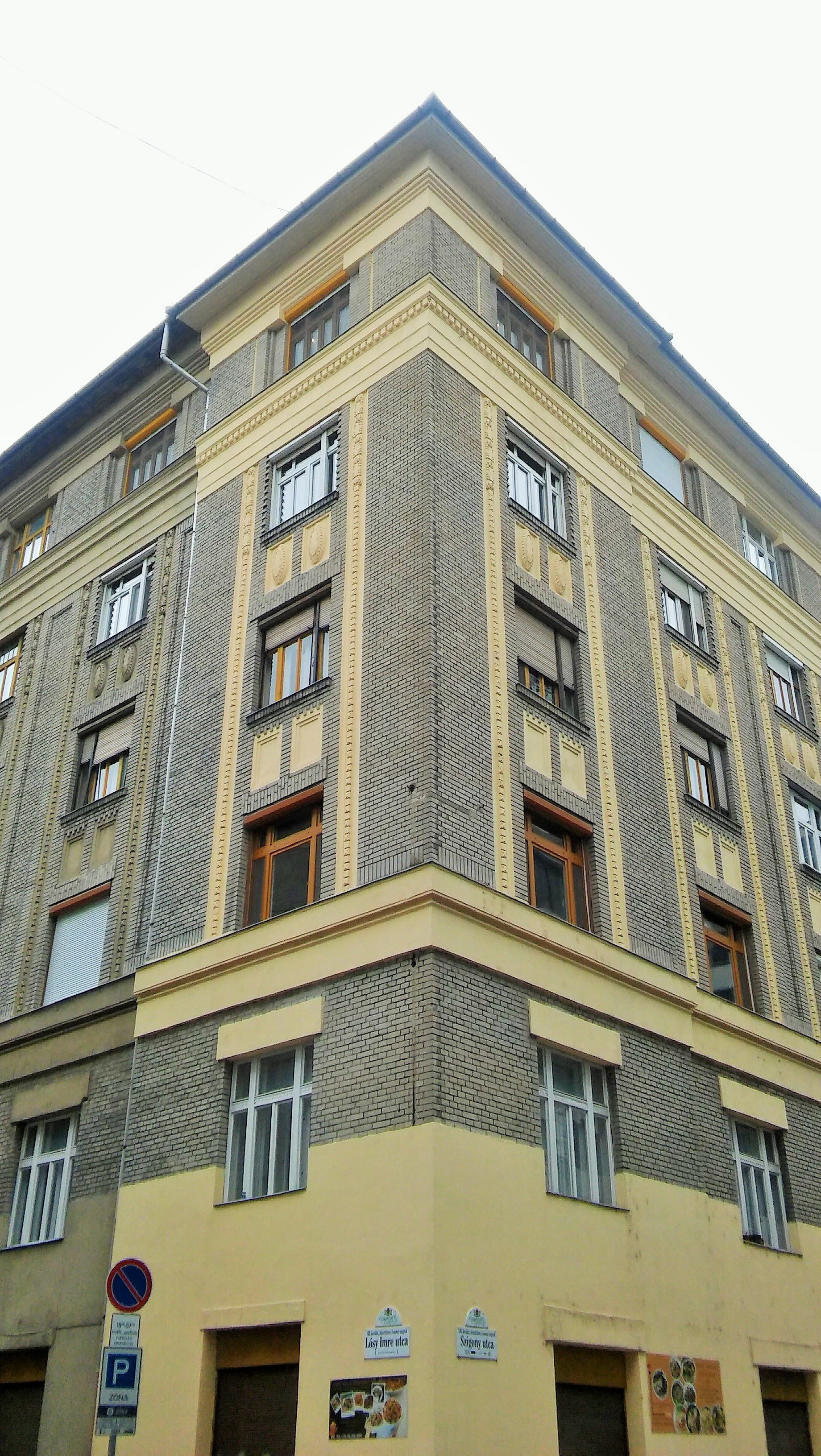
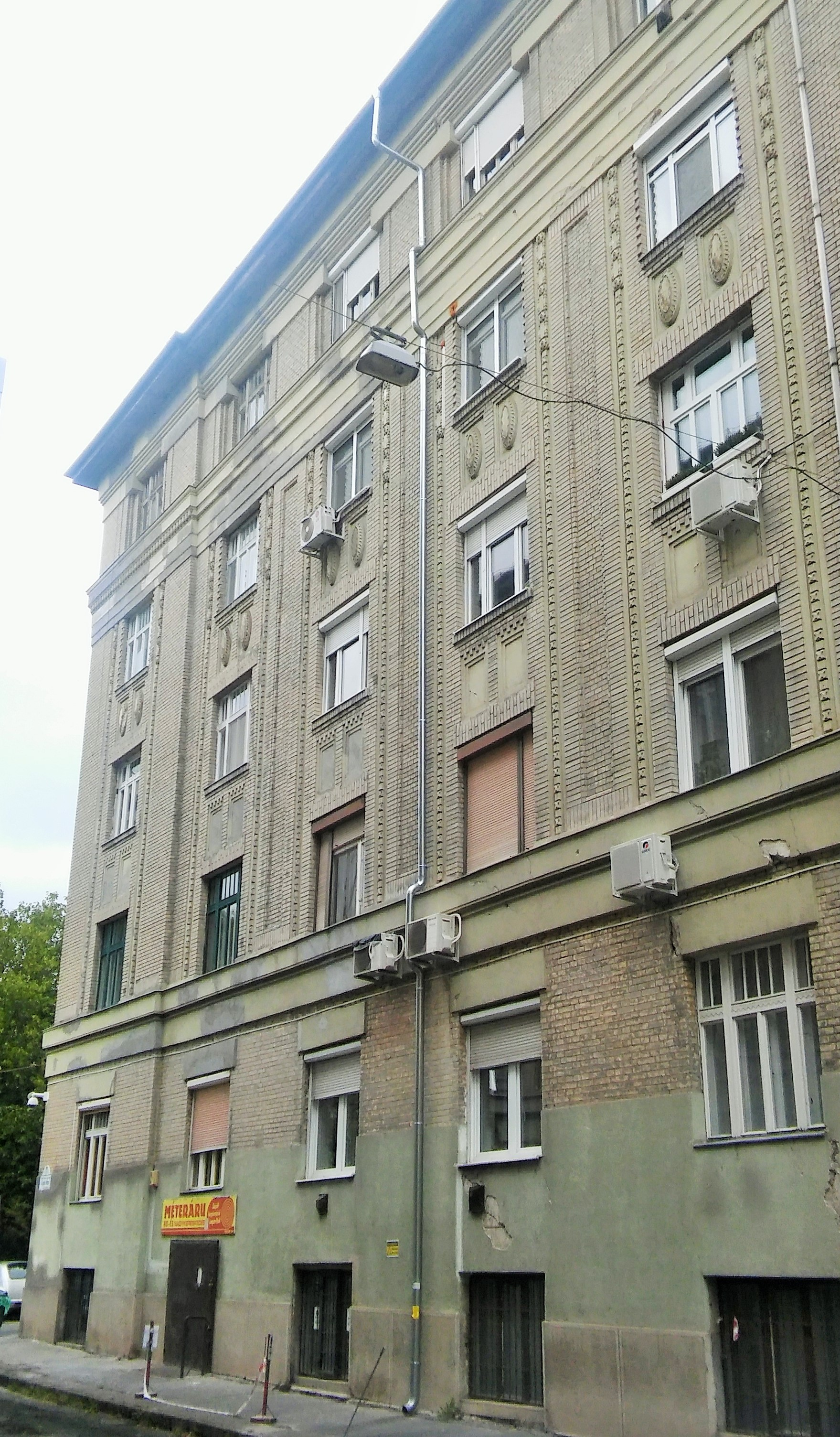
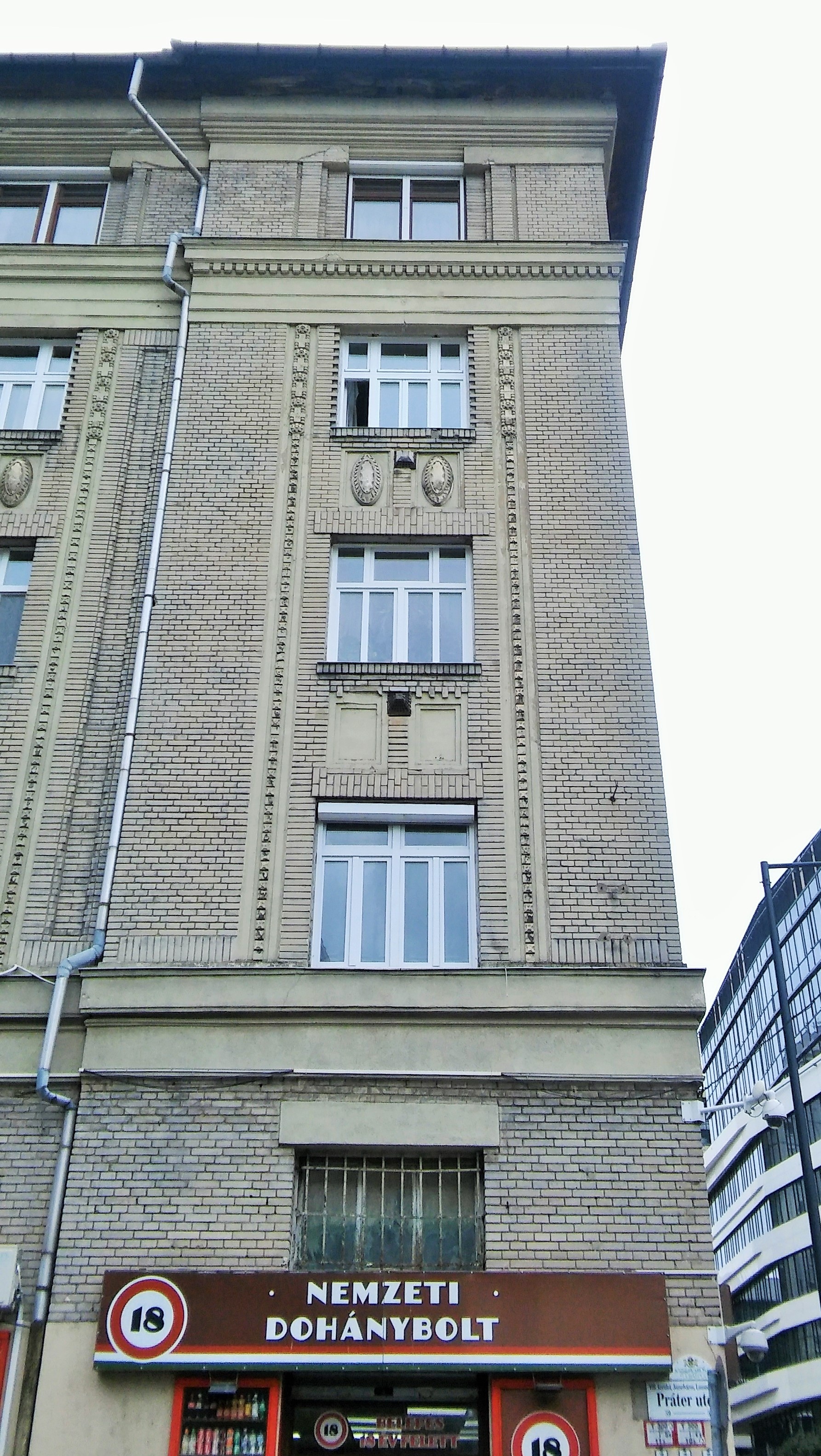
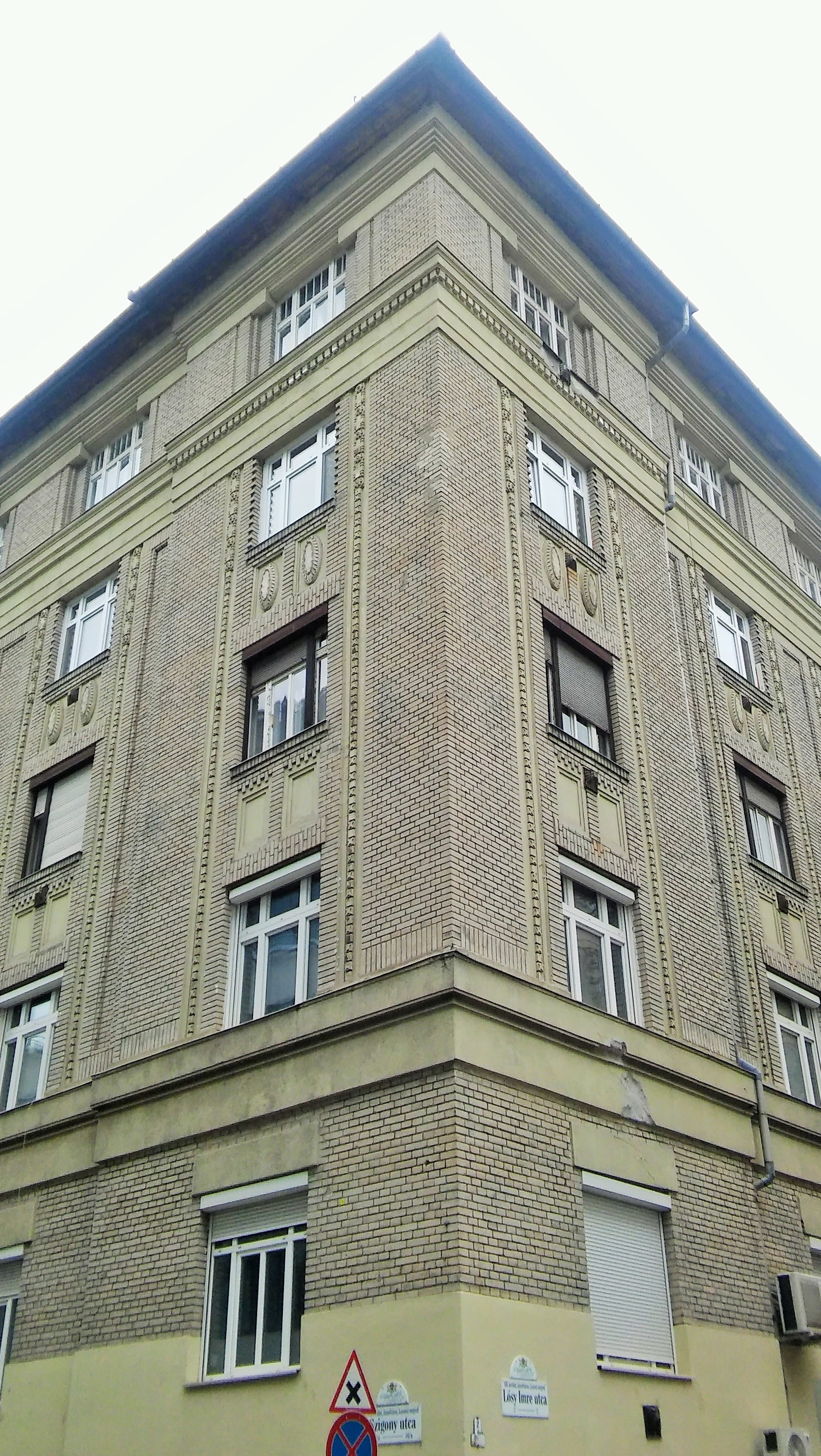
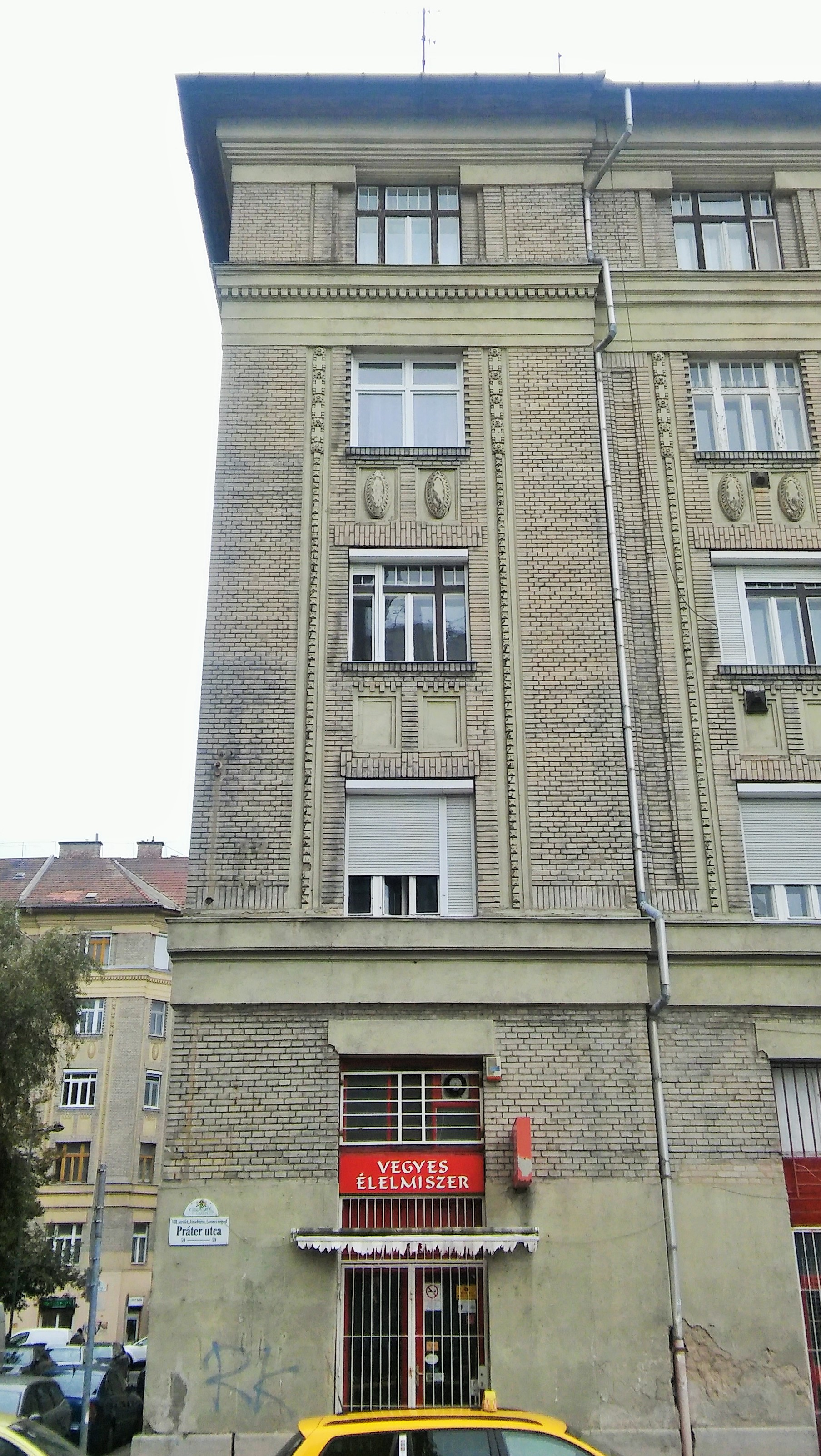
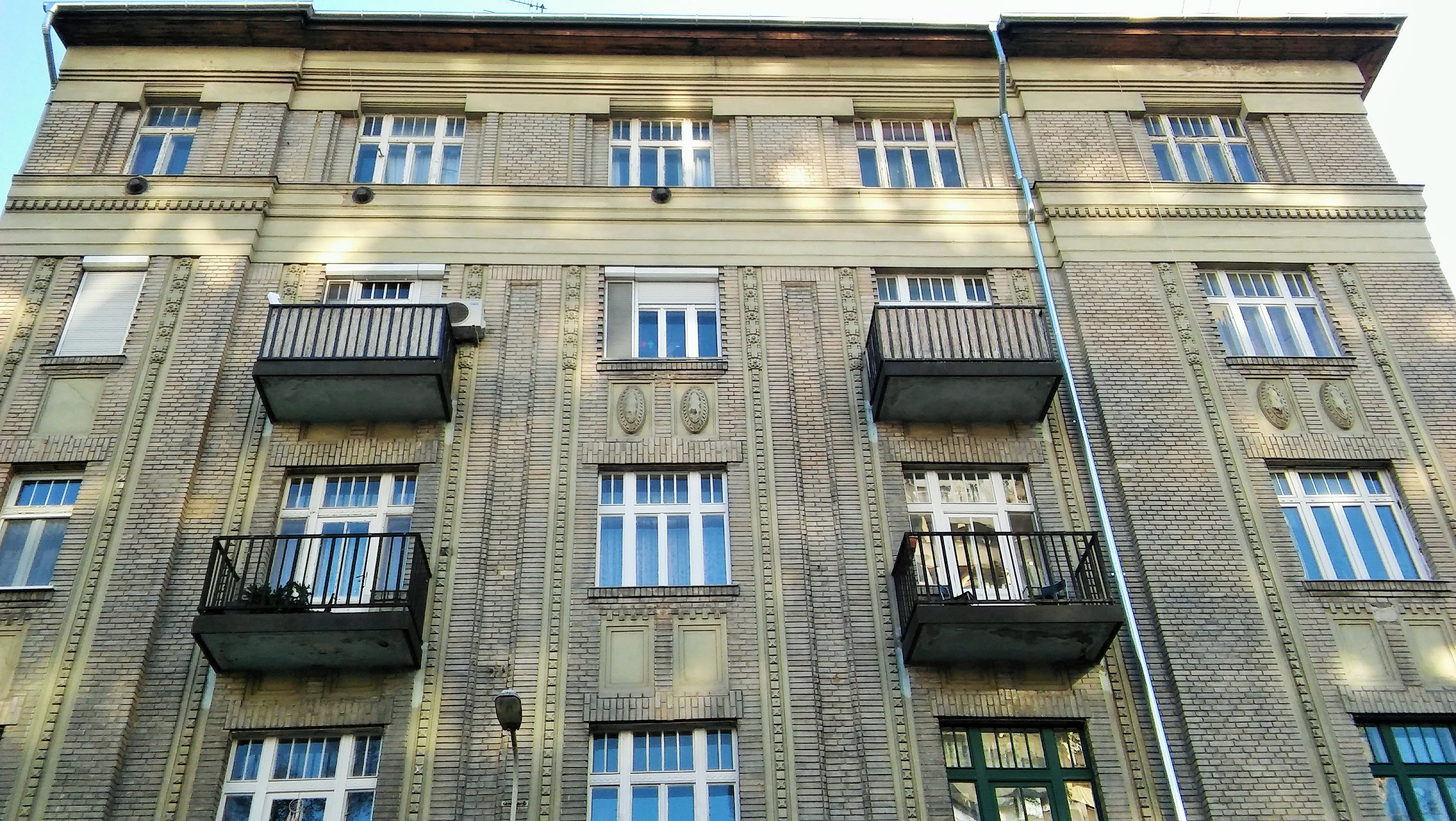
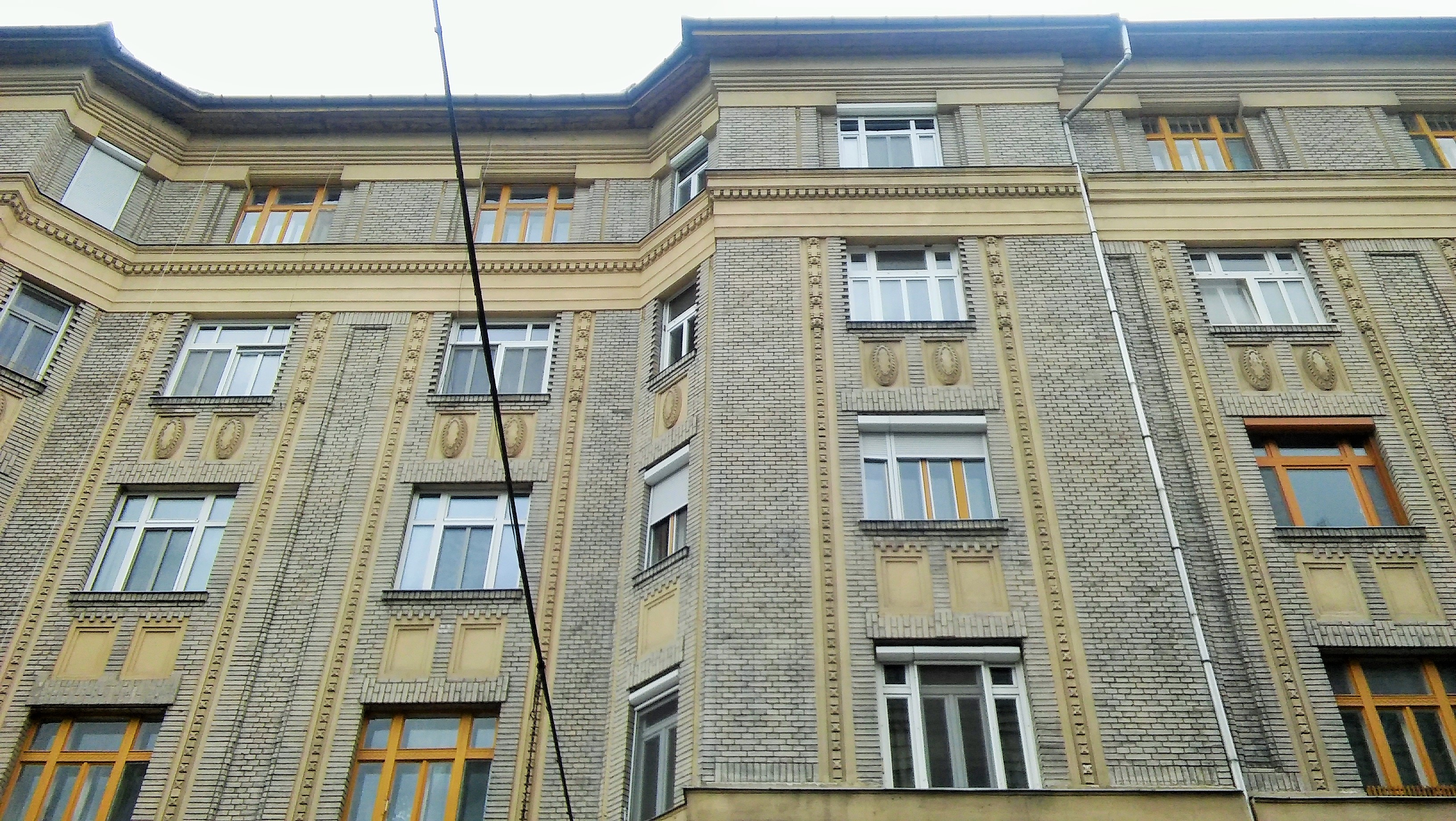
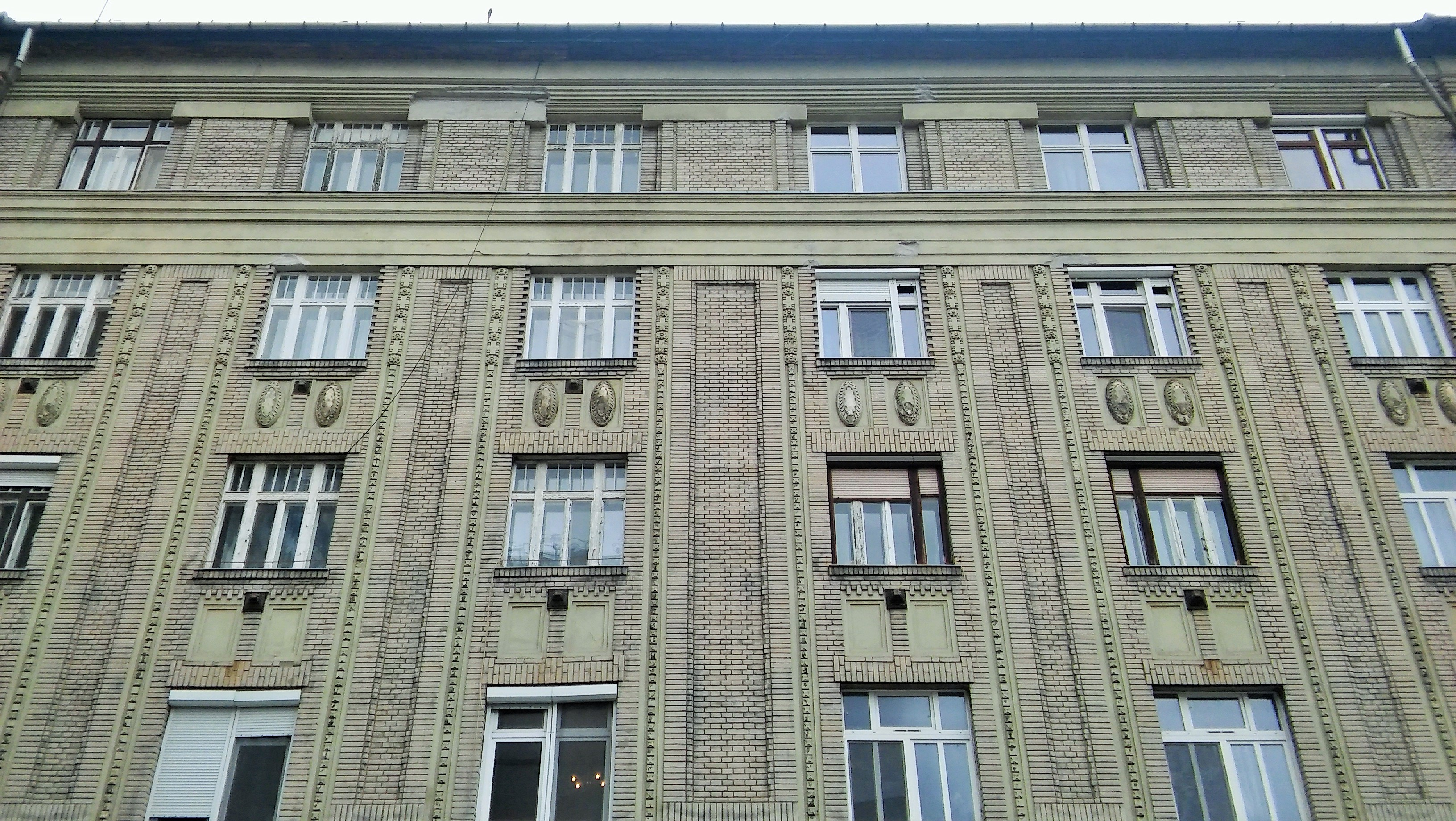
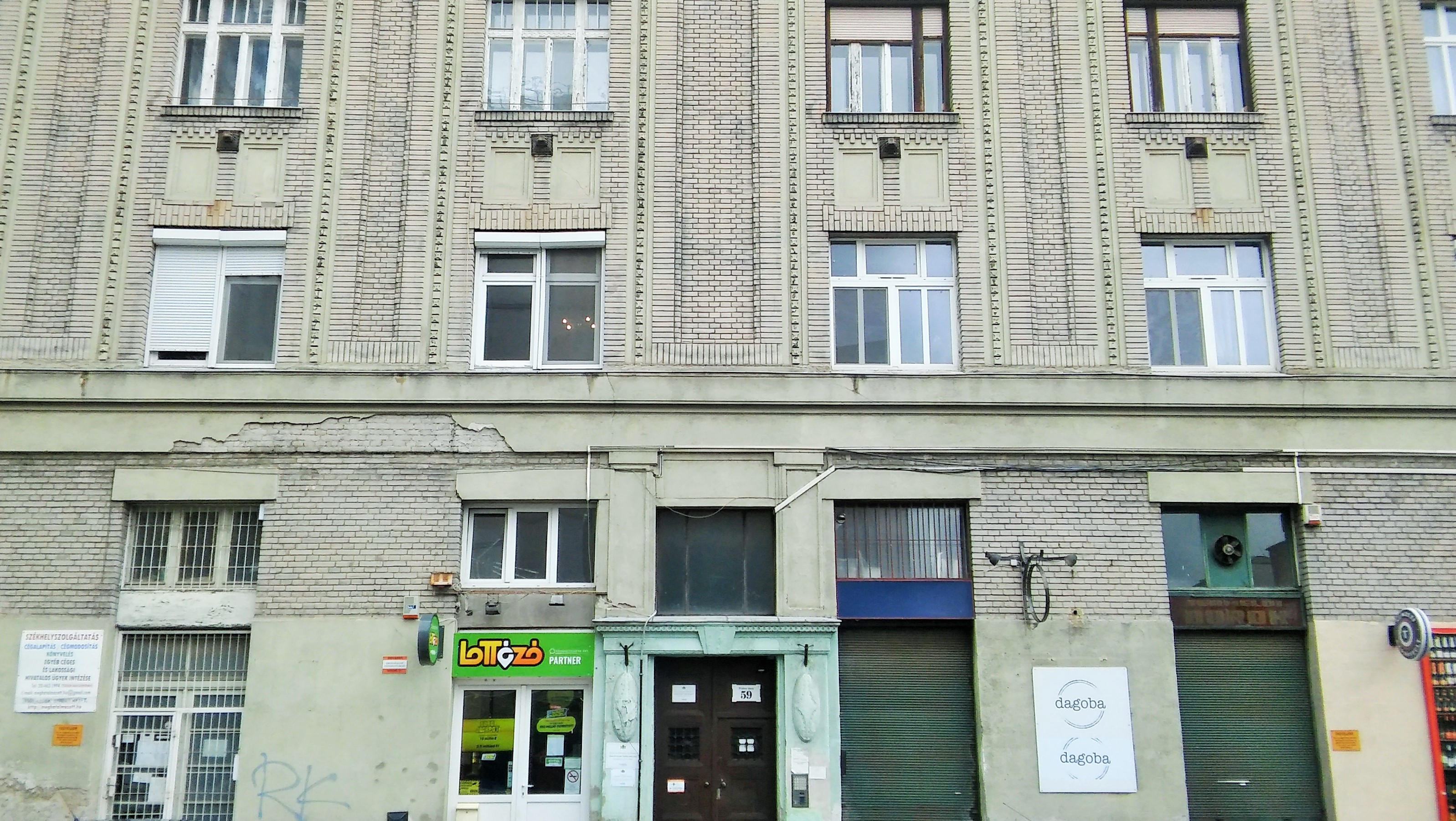